# Вімблдонський турнір 2019
Вімблдонський турнір 2019 проходив з 1 липня по 14 липня 2019 року на кортах Всеанглійського клубу лаун-тенісу і крокету в передмісті Лондона Вімблдоні. Це був 133-й Вімблдонський чемпіонат, а також третій турнір Великого шлему з початку року. Турнір входив до програм ATP та WTA турів.
В індивідуальному розряді серед чоловіків та жінок титули захищали серб Новак Джокович та німкеня Анджелік Кербер, відповідно.

## Огляд подій та досягнень
Уперше на Вімблдоні запроваджено тайбрейк у вирішальному сеті. Його розігрували при рахунку 12:12. Сітку кваліфікації у жіночому турнірі було розширено до 16.
Новак Джокович відстояв титул чемпіона в індивідуальному розряді серед чоловіків. Для нього це п'ятий вімблдонський титул і 16-ий титул Великого шлему. Фінальна гра Джоковича з Роджером Федерером завершилася в тайбрейку п'ятого сету при рахунку 12:12 за геймами.
В індивідуальному розряді серед жінок перемогла румунка Симона Халеп. Для неї це другий титул Великого шлему і перший вімблдонський.
Переможці парного турніру серед чоловіків, колумбійці Хуан Себастьян Кабаль та Роберт Фара, виграли Вімблдон уперше. Для Фара це був перший титул Великого шлему, Кабаль теж здобув перший парний титул, але в його активі вже була перемога в міксті. Колумбійська пара очолила парний рейтинг ATP.
Сє Шувей та Барбора Стрицова виграли парні змагання серед жінок. Для Стрицової це перший виграний мейджор, вона очолила парний рейтинг WTA. Для Сє це третій титул Великого шлему й другий вімблдонський.
Для переможців змагань у змішаному парному розряді Латіші Чжань та Івана Додіга, цей вімблдонський тріумф був першим, але пара уже двічі вигравала Відкритий чемпіонат Франції. Крім трьох титулів Великого шлему в міксті, як Чжань, так і Додіг мають в активі одну парну перемогу.
Українці провели турнір доволі успішно. Еліна Світоліна стала першим представником України в півфіналі Вімблдону, Дарія Снігур виграла змагання дівчат

## Результати фінальних матчів

### Дорослі
| Одиночний розряд. Джентльмени (Детальніше) |                                  |                                             |
| Новак Джокович                             | Роджер Федерер                   | 7–6(7–5), 1–6, 7–6(7–4), 4–6, 13–12(7–3)    |
|                                            |                                  |                                             |
| Одиночний розряд. Леді (Детальніше)        |                                  |                                             |
| Симона Халеп                               | Серена Вільямс                   | 6-2, 6-2                                    |
|                                            |                                  |                                             |
| Парний розряд. Джентльмени (Детальніше)    |                                  |                                             |
| Хуан Себастьян Кабаль Роберт Фара          | Ніколя Маю Едуар Роже-Васслен    | 6–7(5–7), 7–6(7–5), 7–6(8–6), 6–7(5–7), 6–3 |
|                                            |                                  |                                             |
| Парний розряд. Леді (Детальніше)           |                                  |                                             |
| Сє Шувей Барбора Стрицова                  | Габріела Дабровскі Сюй Їфань     | 6-2, 6-4                                    |
|                                            |                                  |                                             |
| Мікст (Детальніше)                         |                                  |                                             |
| Іван Додіг Латіша Чжань                    | Роберт Ліндстедт Олена Остапенко | 6-2, 6-3                                    |
|                                            |                                  |                                             |

### Юніори
| Одиночний розряд. Хлопці     |                                    |               |
| Сінтаро Мотідзукі            | Карлос Хімено Валеро               | 6–3, 6–2      |
|                              |                                    |               |
| Одиночний розряд. Дівчата    |                                    |               |
| Дарія Снігур                 | Алекса Ноел                        | 6-4, 6-4      |
|                              |                                    |               |
| Парний розряд. Хлопці        |                                    |               |
| Йонаш Форейтек Їржі Легечка  | Ліям Драксл Говінд Нанда           | 7−5, 6−4      |
|                              |                                    |               |
| Парний розряд. Дівчата       |                                    |               |
| Саванна Бродус Абігейл Форбз | Камілла Бартоне Оксана Селехметєва | 7–5, 5–7, 6–2 |
|                              |                                    |               |